# 広島三越

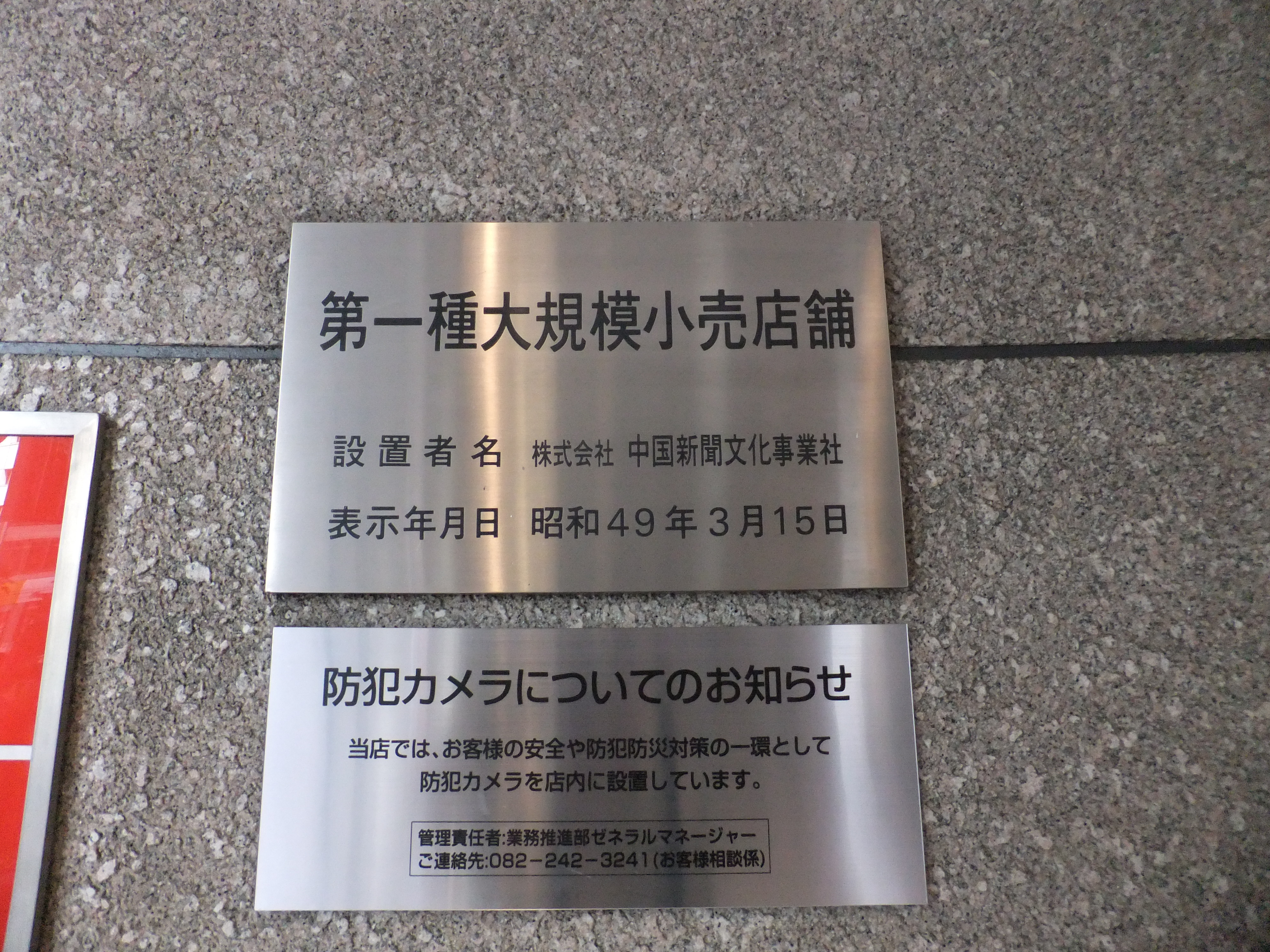
『大規模小売店舗を設置する者』の看板

株式会社広島三越（ひろしまみつこし）は、広島県広島市中区の百貨店。
旧三越（現三越伊勢丹）の地方子会社の1つで、現在は三越伊勢丹ホールディングスの完全子会社である。

## 概要
1973年（昭和48年）4月8日に三越広島店として開店した。これにより三越は、広島市中心部に進出した初の全国区の百貨店となった。
この場所には、1969年（昭和44年）まで中国新聞社の本社が置かれていた。その経緯により、現在でも建物は、中国新聞社の関連会社の『中国新聞文化事業社』が所有し、管理している。また、建物の名称は『中国新聞文化事業社ビル』である。
売場面積は 15,851m2、地上8階・地下1階建てである。開店当初の売場面積は約8,700m2だったが、1975年（昭和50年）6月1日には約12,000m2に増床が行われた。三越の進出で、広島地区は百貨店激戦区になり、三越開店の前月には天満屋広島店（現・天満屋八丁堀ビル）の大改装、翌年1974年（昭和49年）10月10日には紙屋町地区（基町）に広島そごう（現・そごう広島店）が出店している。
また、広島三越の1974年の2回目になる増床時には、広島そごう・福屋八丁堀本店・天満屋八丁堀店も同時に増床を行っている。
立地環境としては、隣地に天満屋八丁堀ビルが、中央通りを挟んで福屋八丁堀本店が立地し、すべてえびす通り商店街に面している。天満屋八丁堀ビルとは、非常時用の避難通路が屋上でつながっている。
三越（現・三越伊勢丹）の親会社である三越伊勢丹ホールディングスの地方店舗分社化に伴い、2010年（平成22年）4月1日をもって株式会社広島三越として分社化された（法人設立は2009年10月1日）。

### 店舗縮小報道
2016年11月8日の三越伊勢丹ホールディングスの記者会見にて、伊勢丹松戸店・伊勢丹府中店・松山三越と共に売り場面積縮小や他社との提携、業態転換などを検討されていることが明らかになった。前述の通り近隣の百貨店と長らく競合関係にあったが、売上高ではそごう広島店や福屋八丁堀本店、福屋広島駅前店の後塵を拝していた。2012年3月には天満屋八丁堀店が閉店しており、当店も建物全体を「完全閉鎖」する訳ではなく、売場面積の縮小、専門店ビルへの転換、他企業への譲渡などを検討するとしている。

## 館内
- 屋上 - 屋上
- 8階 - 催物会場・レストラン
- 7階 - 画廊・ソーシャルサロン・メガネサロン
- 6階 - ホームファッション・呉服
- 5階 - メンズファッション・ゴルフサロン
- 4階 - レディスプレタポルテ・フォーマル・ジュエリー・ウォッチ・ジュエリーリフォーム
- 3階 - レディスカジュアル・ランジェリー・婦人靴
- 2階 - デザイナーズワールド・ライフスタイリング・レディスシューズ
- 1階 - ワールドブティック・アクセサリー・ビジュウ・コスメティック・ファッションパーツ
- B1階 - フードホール

## アクセス
- 広島電鉄
  - 広島電鉄本線胡町停留場下車

## 参考書籍
- 建築画報（建築画報社） 1973年6月号